# 赵氏 (孙道温妻)
赵氏（?—?），北魏、西魏安平人，武功县孙道温之妻。
万俟丑奴反北魏，围攻岐州，很久都没有援。赵氏于是对城中妇女说：“现在州城刚刚陷落，义在同忧。”相率负土，昼夜加固城墙，武功县城最终免于兵祸。西魏文帝大统六年（540年），赠孙道温岐州刺史，赠赵氏为安平县君。